# Ilhas Malvinas
As ilhas Malvinas (em inglês:  Falkland Islands; em castelhano:  Islas Malvinas), também chamadas Ilhas Falkland, constituem um arquipélago britânico ultramarino, localizado no sul do oceano Atlântico, na plataforma continental da Patagônia. As principais ilhas estão a cerca de 483 km a leste da costa do sul da América do Sul, a uma latitude de cerca de 52°S. O arquipélago, com uma área de 12 200 km2, é composto pela Malvina Ocidental, Malvina Oriental e outras 776 ilhas menores. Como um território britânico, as ilhas têm governo próprio e o Reino Unido assume a responsabilidade pela sua defesa e relações internacionais. A capital é a cidade de Stanley, na Malvina Oriental.
Existe uma grande controvérsia sobre sua descoberta e posterior colonização pelos europeus. Em vários momentos teve assentamentos franceses, britânicos, espanhóis e argentinos. O Reino Unido reafirmou seu controle sobre o arquipélago em 1833, embora a Argentina mantenha sua reivindicação às ilhas. Em abril de 1982, forças argentinas ocuparam temporariamente o território. A administração britânica foi restaurada dois meses mais tarde, no final da Guerra das Malvinas.
A população (3 662 habitantes em 2021) é constituída principalmente por nativos, a maioria de ascendência britânica. Outras etnias incluem franceses, gibraltinos e escandinavos. A imigração vinda do Reino Unido, da ilha de Santa Helena, no Atlântico Sul, e do Chile reverteu o declínio populacional. A língua predominante e oficial é o inglês. De acordo com uma lei de 1983 aprovada pelo Parlamento do Reino Unido, os malvinenses são considerados cidadãos britânicos.
O arquipélago se encontra no limite das zonas climáticas oceânica subantártica e de tundra, com as duas principais ilhas tendo cordilheiras que atingem 700 m de altura. Elas são o lar de grandes populações de aves, embora muitas já não se reproduzam nas partes mais habitadas por causa da concorrência com espécies introduzidas. As principais atividades econômicas são a pesca, o turismo e a criação de ovinos, com ênfase em exportações de lã de alta qualidade. A exploração de petróleo, licenciada pelo Governo das Ilhas Malvinas, permanece controversa, como resultado de disputas marítimas com a Argentina.

## Etimologia
O nome anglófono do arquipélago, Falkland, foi inspirado pelo "Falkland Sound" (em castelhano:  Canal de San Carlos), o estreito que separa as duas ilhas principais do arquipélago. O nome "Falkland" foi dado ao canal por John Strong, capitão de uma expedição inglesa que desembarcou nas ilhas em 1690. Strong nomeou o estreito em homenagem a Anthony Cary, 5º visconde de Falkland, o tesoureiro da marinha que patrocinou a viagem. Seu título de visconde tem origem na cidade de Falkland, Escócia, cujo nome vem de folkland (terra submetida ao direito-folk). O nome não foi aplicado às ilhas até 1765, quando o capitão britânico John Byron, da Marinha Real, reivindicou-as para o rei Jorge III como "Ilhas de Falkland". O termo "Falklands" é uma abreviatura padrão usada para se referir ao arquipélago. O aportuguesamento Falclândia está registado no Vocabulário da Língua Portuguesa de Rebelo Gonçalves, mas tem pouco uso.
O nome espanhol, Islas Malvinas, deriva do francês Îles Malouines — o nome dado para as ilhas pelo explorador francês Louis-Antoine de Bougainville em 1764. Bougainville, que fundou o primeiro assentamento humano das ilhas, nomeou a área em homenagem ao porto de Saint-Malo (o ponto de partida de seus navios e colonos). O porto, por sua vez, localizado na região da Bretanha, no oeste da França, recebeu esse nome por conta de São Malo (ou Maclou), o evangelista cristão que fundou a cidade europeia.
Na vigésima sessão da Assembleia Geral das Nações Unidas, o Quarto Comitê determinou que em todas as línguas, exceto o espanhol, toda a documentação da ONU iria designar o território como Falkland Islands (Malvinas). Em espanhol, o território é designado como Islas Malvinas (Falkland Islands). A nomenclatura utilizada pelas Nações Unidas para fins de processamento estatísticos é Falkland Islands (Malvinas).

## História

### Início da colonização europeia

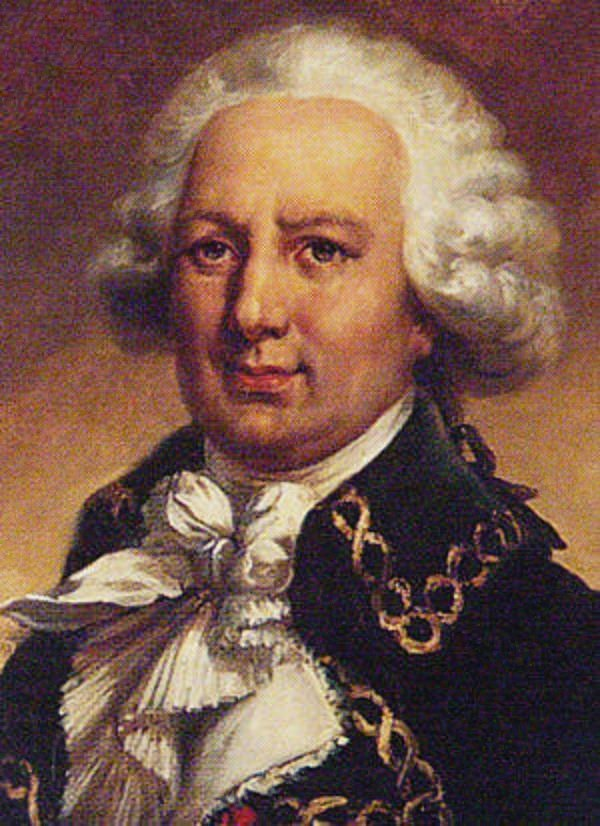
Louis Antoine de Bougainville

Embora exista a possibilidade de que tribos de índios tenham existido nas ilhas em tempos pré-coloniais, o arquipélago estava desabitado no momento de sua descoberta pelos europeus. As alegações quanto à data da descoberta das ilhas giram em torno do Século XVI, mas não há consenso sobre se estes primeiros exploradores descobriram as Malvinas ou outras ilhas do Atlântico Sul. O primeiro desembarque registrado nas ilhas é atribuído ao capitão inglês John Strong, que, a caminho ao litoral do Peru e do Chile em 1690, descobriu o Canal de San Carlos, mas isso segundo a visão britânica sobre a história da ilha. Segundo a versão histórica contada pela Argentina defende que Fernão de Magalhães é o descobridor da ilha, já que a Argentina e o resto da América Latina pode ser considerada um fantoche da Espanha e de Portugal segundos a visão dos britânicos.
O arquipélago permaneceu desabitado até o estabelecimento de Port Louis na Malvina Oriental em 1764 pelo capitão francês Louis Antoine de Bougainville e a fundação do assentamento de Port Egmont na Ilha Saunders (ou Trinidad) pelo capitão britânico John MacBride. Ainda está em debate entre os historiadores se os assentamentos europeus estavam cientes da existência um do outro. Em 1766, a França abandonou a sua reivindicação sobre as Malvinas para a Espanha, que rebatizou a colônia francesa para Puerto Soledad no ano seguinte. Os problemas começaram quando a Espanha descobriu Port Egmont; uma guerra iminente, causada pela captura do porto pela Espanha em 1770, foi evitada pela sua restituição ao Reino Unido em 1771.
Ambos os assentamentos — britânico e espanhol — coexistiram no arquipélago até 1774, quando novas considerações econômicas e estratégicas dos britânicos os levaram a retirarem-se voluntariamente das ilhas, deixando apenas uma placa onde reivindicavam o arquipélago para o rei Jorge III. O espanhol Vice-Reino do Rio da Prata então tornou-se a única presença governamental no território. A Malvina Ocidental foi deixada abandonada e Puerto Soledad se tornou um campo de prisioneiros na maior parte de sua existência. Durante as invasões britânicas do Rio da Prata, durante as Guerras Napoleônicas na Europa, o governador das ilhas do arquipélago foi evacuado em 1806; o restante da guarnição colonial espanhola seguiu seu exemplo em 1811, exceto por gaúchos e pescadores que permaneceram de forma voluntária no arquipélago.

### Disputa entre Argentina e Reino Unido

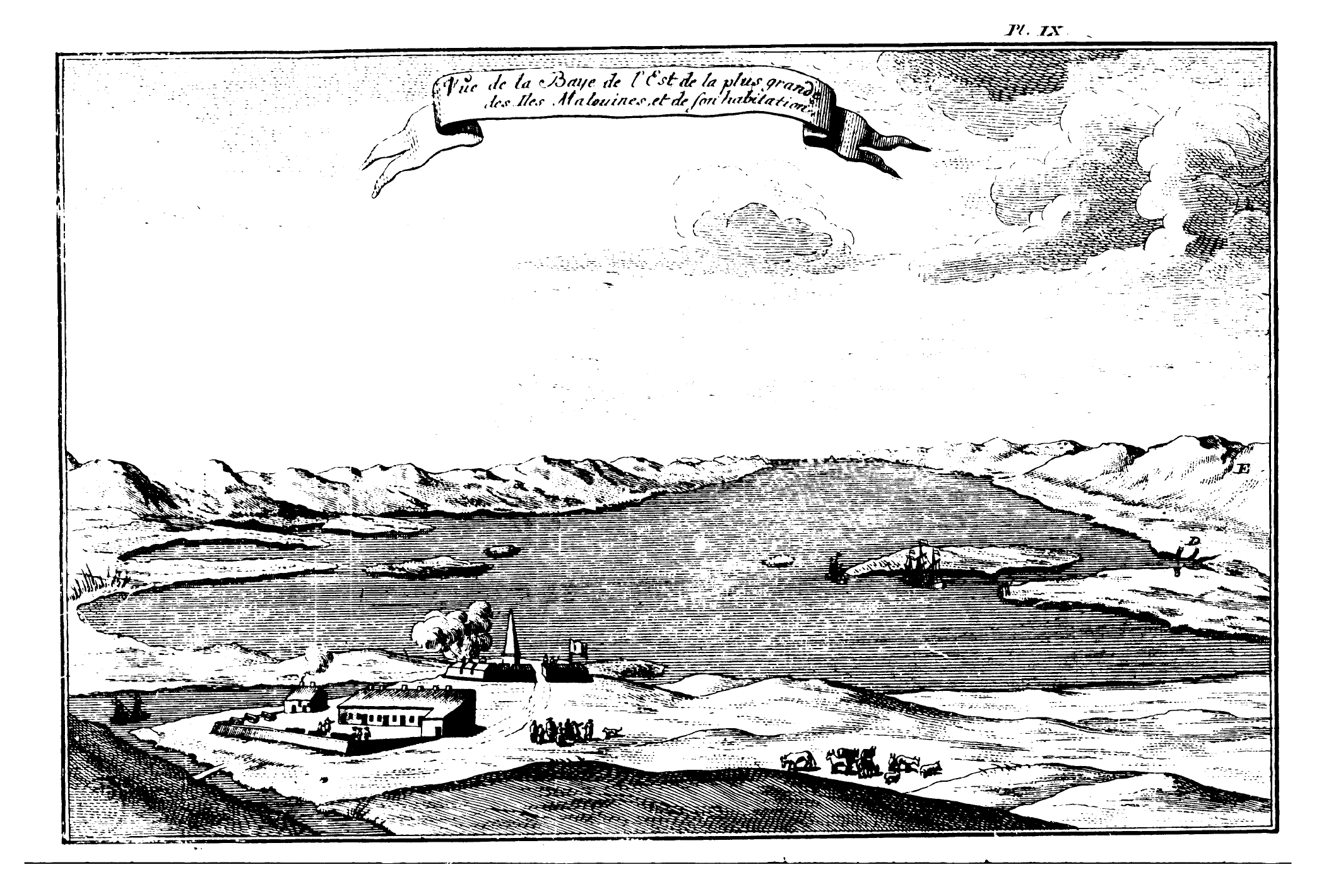
Representação de Port Saint Louis ou Puerto Soledad por Dom Pernety, 1769.

Depois disso, o arquipélago foi visitado apenas por navios de pesca; seu estatuto político era indiscutível até 1820, quando o coronel David Jewett, um corsário estadunidense que trabalhava para as Províncias Unidas do Rio da Prata, informou que os navios ancorados em Buenos Aires em 1816 eram uma reivindicação dos territórios espanhóis no Atlântico Sul. Uma vez que as ilhas não tinham habitantes permanentes, em 1823 Buenos Aires concedeu ao comerciante Luis Vernet, nascido na Alemanha, a permissão para realizar atividades de pesca e exploração de gado selvagem no arquipélago. Vernet assentou-se nas ruínas de Puerto Soledad em 1826 e acumulou recursos nas ilhas até o empreendimento ser seguro o suficiente para trazer colonos e formar uma colônia permanente. Buenos Aires passou a considerar Vernet o comandante militar e civil das ilhas em 1829 e ele tentou regulamentar a pesca para parar as atividades de baleeiros e caçadores de focas estrangeiros. As atividades de Vernet duraram até uma disputa sobre os direitos de pesca e caça que levou a uma incursão do navio de guerra estadunidense USS Lexington em 1831, quando Silas Duncan, o então comandante da Marinha dos Estados Unidos, tomou o assentamento de Puerto Soledad.

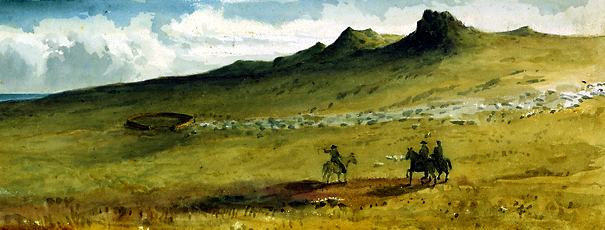
Representação da paisagem das Malvinas, em 1849; pintura do almirante Edward Fanshawe, da Marinha Real Britânica.

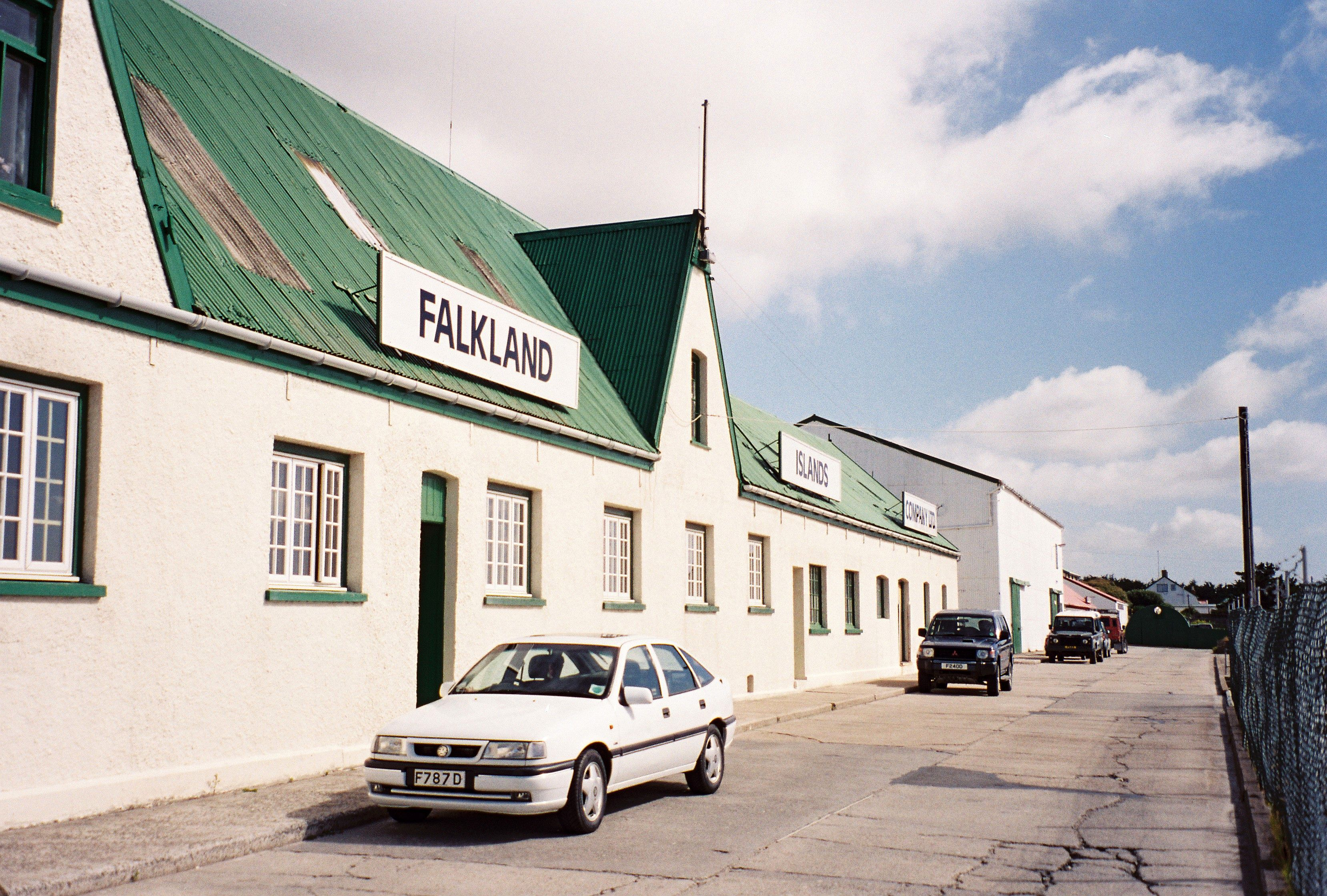
Prédio histórico da "Falkland Islands Company" em Stanley.

Buenos Aires tentou manter influência sobre o assentamento através da instalação de uma guarnição, mas um motim em 1832 foi seguido no ano seguinte pela chegada de forças britânicas que reafirmaram o domínio do Reino Unido. A Confederação Argentina (então liderada pelo governador de Buenos Aires, Juan Manuel de Rosas) protestou contra as ações britânicas e governos argentinos continuaram desde então a registrar protestos oficiais contra o Reino Unido. As tropas britânicas partiram depois de completar a sua missão, deixando a área como "um tipo de terra de ninguém". O vice de Vernet, o escocês Matthew Brisbane, voltou às ilhas naquele ano para restaurar o assentamento, mas seus esforços terminaram depois que, em meio a tumultos em Port Louis, o gaúcho Antonio Rivero levou um grupo de "descontentes" a assassinar Brisbane e os líderes do assentamento; os sobreviventes se esconderam em uma caverna em uma ilha próxima até que os britânicos voltaram e restauraram a ordem. Em 1840, as Malvinas se tornaram uma colônia da coroa e colonos escoceses posteriormente estabeleceram uma comunidade pastoral oficial. Quatro anos mais tarde, quase todos foram realocados para Port Jackson, considerado um local melhor para a sede do governo, enquanto o comerciante Samuel Lafone começou um empreendimento para incentivar a colonização britânica.
Port Jackson logo foi renomeada para Stanley e tornou-se oficialmente a sede do governo local em 1845. No início de sua história, Stanley tinha uma reputação negativa devido a perdas de carga e de transporte; apenas em emergências navios cruzavam o Cabo Horn para parar no porto da vila. No entanto, a localização geográfica das Malvinas provou ser ideal para reparos de navios e para o "Wrecking Trade", a compra e venda de navios naufragados e de suas cargas. Além deste comércio, o interesse comercial no arquipélago era mínimo devido às peles de baixo valor dos bovinos selvagens que vagueavam pelas pastagens das ilhas. O crescimento econômico começou somente após a "Falkland Islands Company", que comprou a empresa falida de Lafone em 1851, introduzir com sucesso ovelhas cheviot para a produção de lã, estimulando outras fazendas a seguir o exemplo. O alto custo de materiais importados, combinado com a falta de trabalho e os consequentes altos salários, significava que o comércio de reparação naval no arquipélago era pouco competitivo. Depois de 1870, o comércio de reparação naval declinou com a substituição de navios de vela por navios a vapor, que foi acelerada pelo baixo custo do carvão na América do Sul; em 1914, com a abertura do Canal do Panamá, o comércio acabou completamente. Em 1881, as Malvinas tornaram-se financeiramente independentes do Reino Unido. Por mais de um século, a "Falkland Islands Company" dominou o comércio e o emprego no do arquipélago; além disso, ela possuía a maior parte das habitações em Stanley, que se beneficiava com o comércio de lã com o Reino Unido.

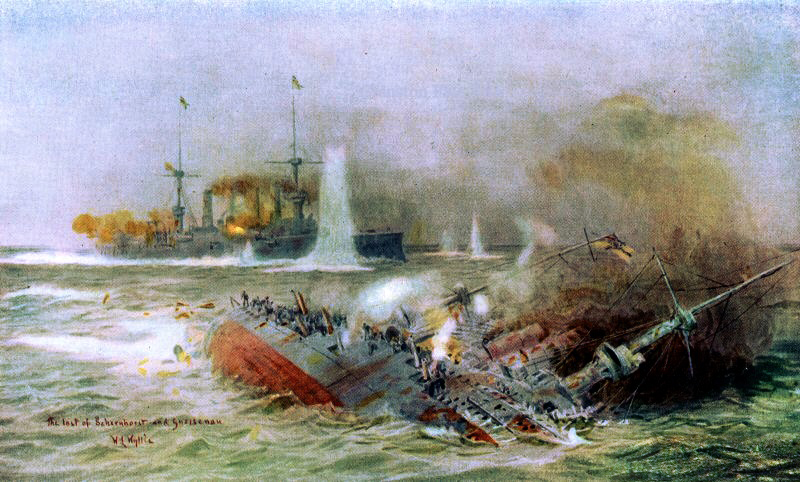
Confronto naval durante a Batalha das Malvinas em 1914; obra de William Lionel Wyllie

Na primeira metade do século XX, as ilhas tiveram um papel importante nas reivindicações territoriais do Reino Unido para as ilhas subantárticas e para uma parte da Antártica. As Malvinas governaram estes outros territórios como suas dependências de 1908 até a sua dissolução, em 1985. O arquipélago também desempenhou um papel menor nas duas guerras mundiais como uma base militar, auxiliando o controle do Atlântico Sul pelos britânicos. Na Batalha das Malvinas, na Primeira Guerra Mundial, em dezembro de 1914, uma frota da Marinha Britânica derrotou uma esquadra do Império Alemão. Na Segunda Guerra Mundial, após a Batalha do Rio da Prata em dezembro de 1939, o HMS Exeter foi danificado e rumou para as Malvinas para reparos. Em 1942, um batalhão em rota para a Índia foi transferido para as Malvinas como uma guarnição em meio aos temores de uma tomada do arquipélago pelo Império do Japão. Após o fim da guerra, a economia das ilhas foi afetada pelo declínio dos preços da lã e pela incerteza política decorrente da disputa de soberania revivida entre Reino Unido e Argentina.

### Guerra das Malvinas

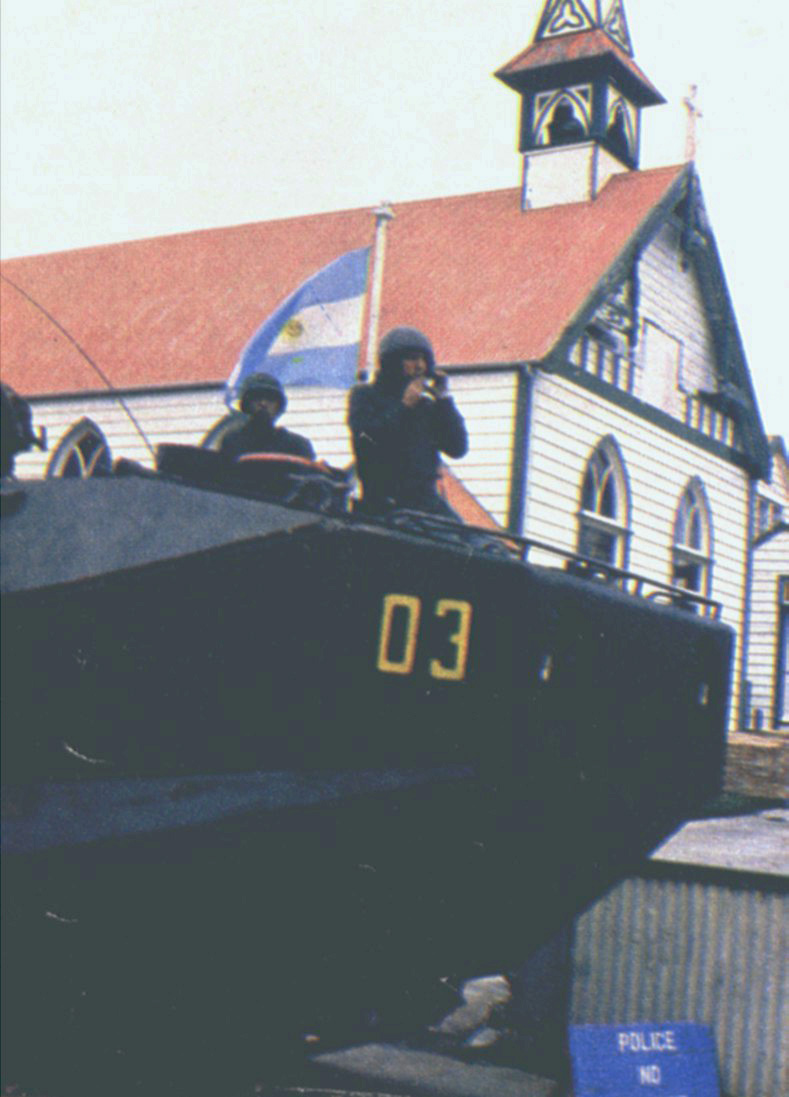
Forças militares argentinas patrulhando Port Stanley após a tomada da cidade, em abril de 1982.

As tensões latentes entre o Reino Unido e a Argentina aumentaram durante a segunda metade do século XX, quando o presidente argentino Juan Perón afirmou a soberania argentina sobre o arquipélago. A disputa intensificou-se durante a década de 1960, pouco depois das Nações Unidas aprovarem uma resolução sobre a descolonização, o que a Argentina interpretou como favorável à sua posição. Em 1965, a Assembleia Geral da ONU aprovou a Resolução 2065, apelando que ambos os países conduzissem negociações bilaterais para chegar a uma solução pacífica sobre a disputa. De 1966 até 1968, o Reino Unido discutiu de forma confidencial com a Argentina sobre a transferência das Malvinas, desde que a sua decisão fosse aceita pelos ilhéus. Um acordo foi alcançado sobre os laços comerciais entre o arquipélago e o continente em 1971 e, consequentemente, a Argentina construiu um campo de pouso temporário em Stanley em 1972. Não obstante as negociações de soberania, uma dissidência malvinense, como expressa por seu forte lobby no Parlamento do Reino Unido, e tensões entre o Reino Unido e Argentina efetivamente limitaram as negociações até o ano de 1977.
Preocupada com as despesas de manutenção das ilhas em uma época de cortes orçamentais, o Reino Unido novamente considerou a transferência da soberania para a Argentina no início do governo de Margaret Thatcher. Conversas substanciais sobre a soberania do arquipélago novamente terminaram em 1981 e a disputa aumentou com o passar do tempo.
Em abril de 1982, o desacordo tornou-se um conflito armado, quando a Argentina invadiu as Ilhas Malvinas e outros territórios britânicos no Atlântico Sul, ocupando-os brevemente até a chegada de uma força expedicionária britânica, que retomou os territórios em junho. Após a guerra, o Reino Unido expandiu a sua presença militar, com a construção da base aérea Mount Pleasant, da Força Aérea Britânica, e com o aumento do tamanho da sua guarnição. A guerra também deixou cerca de 117 campos minados, com cerca de 20 mil minas de vários tipos, incluindo antiveículos. Devido ao grande número de vítimas acidentais, as tentativas iniciais de retirar as minas terminaram em 1983.

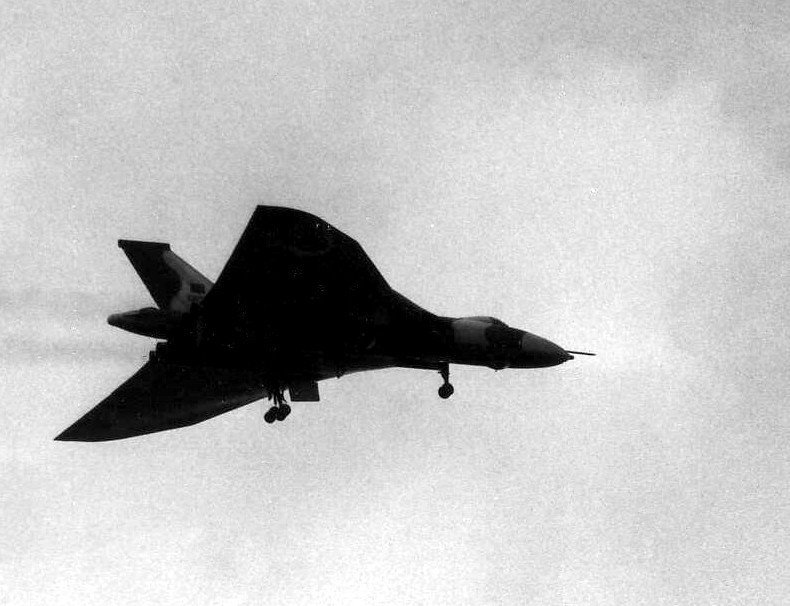
Bombardeiro estratégico britânico Avro Vulcan indo para a ilha de Ascensão em 18 de maio de 1982.

Com base nas recomendações de Edward Shackleton, as Malvinas diversificaram sua economia a partir de uma monocultura baseada em ovelhas para uma economia baseada no turismo e, com o estabelecimento da Zona Econômica Exclusiva das Malvinas, na pesca. A rede viária também tornou-se mais extensa e a construção da base de Mount Pleasant permitiu o acesso de voos de longa distância ao arquipélago. A exploração de petróleo também já começou, com indicações de possíveis depósitos comercialmente exploráveis na bacia das Malvinas.
O trabalho de desminagem reiniciou em 2009, de acordo com as obrigações do Reino Unido nos termos do Tratado de Ottawa e o monte Sapper foi limpo de minas em 2012, o que permitiu o acesso a um importante marco histórico pela primeira vez em 30 anos. Argentina e o Reino Unido restabeleceram relações diplomáticas em 1990; no entanto, as relações têm se deteriorado por nenhum acordo sobre os termos de futuras discussões de soberania ter sido alcançado. As disputas entre os governos levaram alguns analistas a prever "um crescente conflito de interesses entre Argentina e Reino Unido ... por causa da recente expansão da indústria da pesca nas águas que rodeiam as Malvinas".

## Geografia

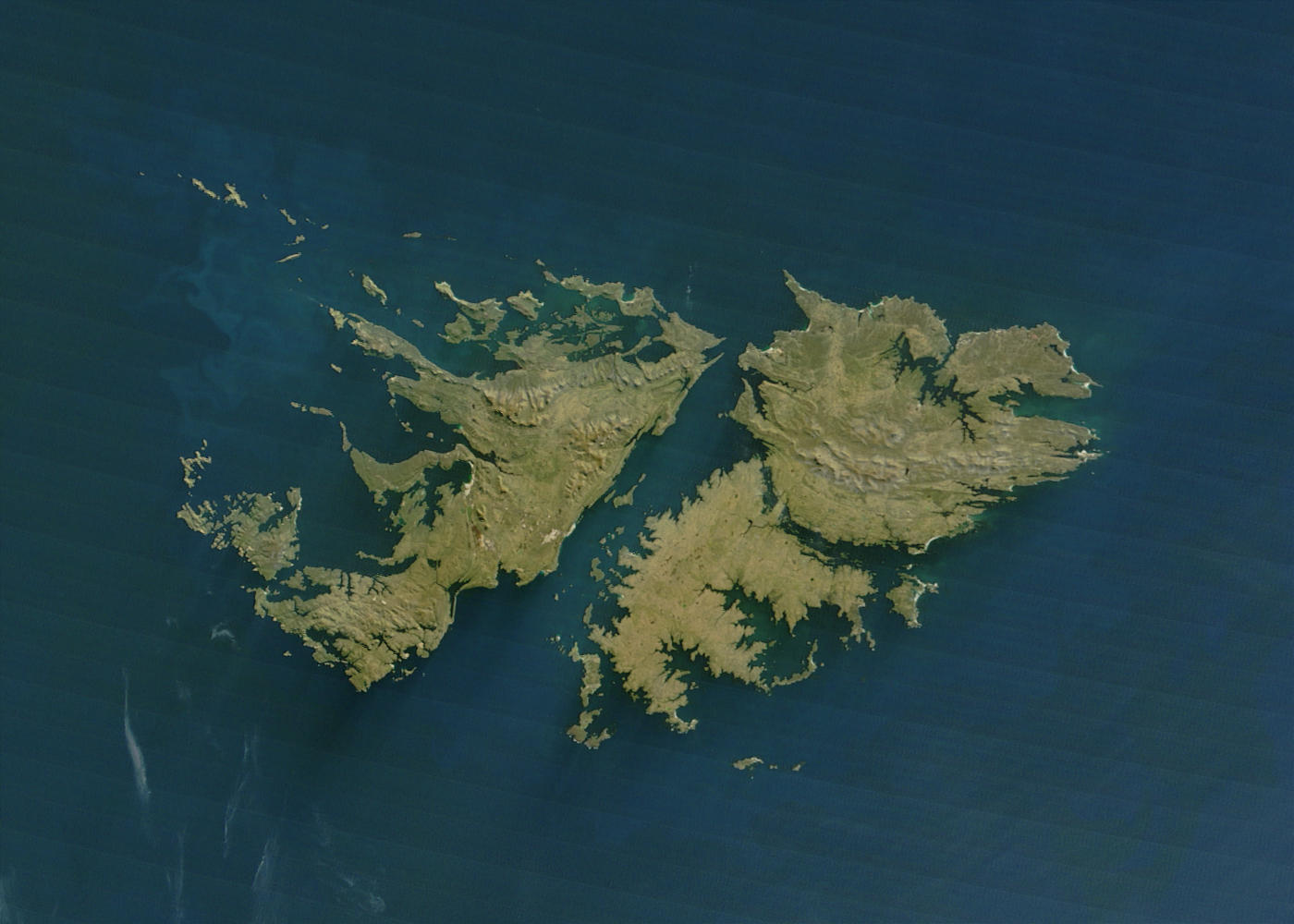
Imagem de satélite das Ilhas Malvinas

As Ilhas Malvinas têm uma área de cerca de 12 000 km2 e um litoral com aproximadamente 1 300 km de extensão. As duas ilhas principais — Malvina Ocidental e Malvina Oriental — e cerca de outras 776 ilhas menores constituem o arquipélago. As ilhas são predominantemente montanhosas e acidentadas, com a grande exceção das planícies da Lafonia (a península que forma a parte sul da Malvina Oriental). As Malvinas são fragmentos da crosta continental resultantes do desmembramento do supercontinente da Gondwana e da abertura do Atlântico, que começou há 130 milhões de anos. As ilhas estão localizadas no Atlântico Sul, na plataforma continental da Patagônia, a cerca de 500 km a leste do litoral sul da Argentina.
As Malvinas estão situadas aproximadamente na latitude 51°40′ – 53°00′ S e longitude 57°40′ – 62°00′ W. As duas ilhas principais do arquipélago são separadas pelo Canal de San Carlos e os seus profundos recuos costeiros formam portos naturais A Malvina Oriental é a sede de Stanley (a capital e maior cidade), da base aérea Mount Pleasant da Força Aérea Real e do ponto mais alto do arquipélago: o Monte Usborne (em castelhano:  Cerro Alberdi), com 705 m de altura. Fora desses assentamentos significativos está a área coloquialmente conhecida como "Camp", que é derivado do termo espanhol para a região rural (campo).
O clima das ilhas é oceânico, frio, com muito vento e úmido. A variabilidade do tempo diária é típica em todo o arquipélago. A chuva é comum por mais de metade do ano, com média de 610 mm em Stanley e queda esporádica de neve ocorre quase todo o ano. A temperatura fica, geralmente, entre 21,1 e -11,1 °C em Stanley, mas pode variar de 9 °C no início do ano para -1 °C em julho. Fortes ventos vindos do oeste e céus nublados são comuns. Apesar das numerosas tempestades registradas mensalmente, as condições climáticas são normalmente calmas.

### Biodiversidade

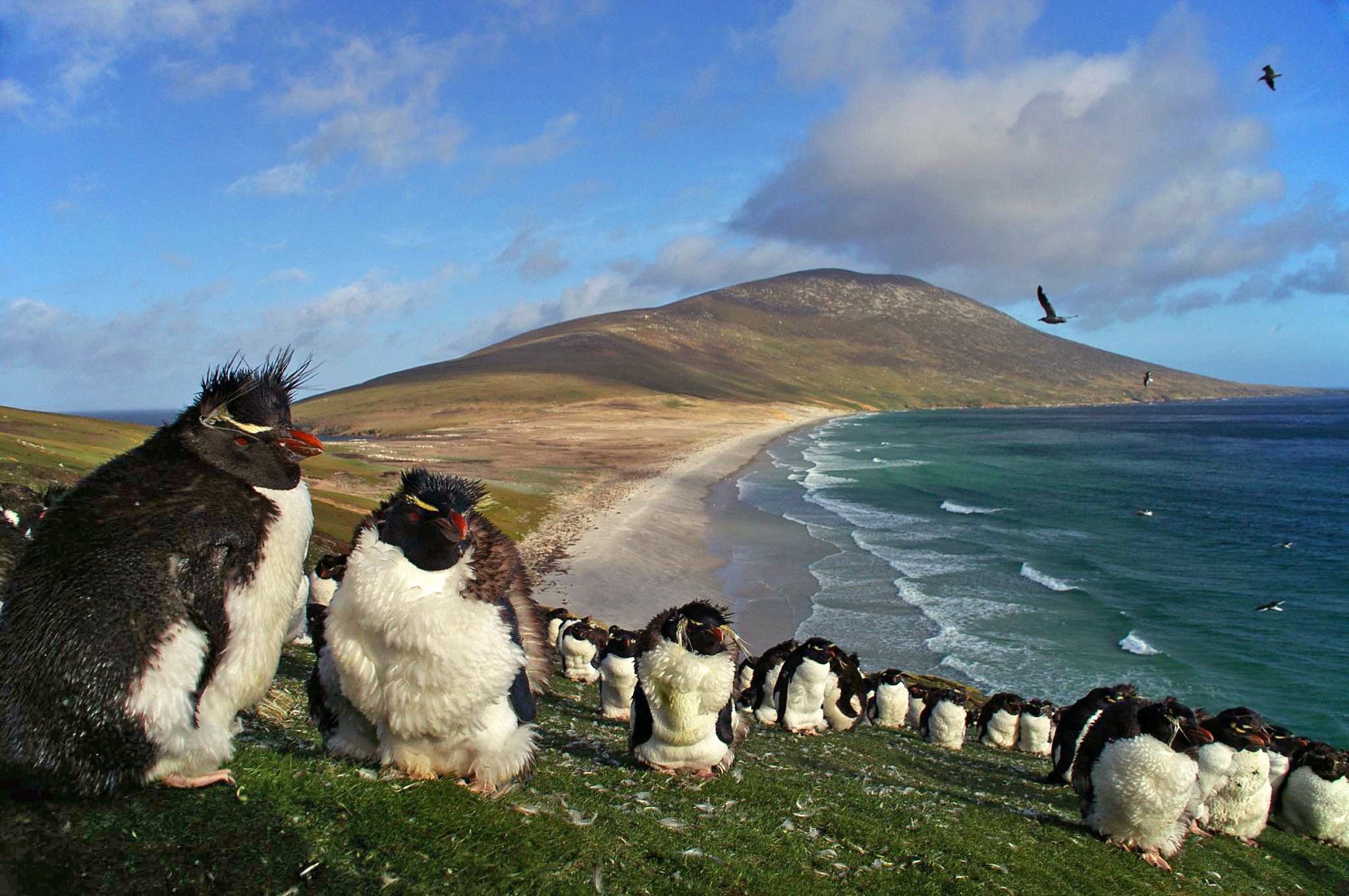
Colônia de pinguins-saltadores-da-rocha na Ilha Saunders (Trinidad)

As Ilhas Malvinas são uma parte biogeográfica da zona antártica, com fortes ligações com a flora e a fauna da Patagônia, na América do Sul. As aves terrestres compõem a maioria da avifauna das Malvinas; 63 espécies se reproduzem nas ilhas, incluindo 16 espécies endêmicas. Também é abundante a diversidade de artrópodes. A flora das Malvinas é composta por 163 espécies vasculares nativas. O único mamífero terrestre nativo do arquipélago, a raposa-das-falkland, foi caçado até a extinção pelos colonizadores europeus.
As ilhas são frequentadas por mamíferos marinhos, como o elefante-marinho-do-sul e o lobo-marinho-sul-americano, além de vários tipos de cetáceos; o arquipélago também abriga o raro Phalcoboenus australis. Peixes endêmicos em torno das ilhas são principalmente do gênero das Galaxias.
Devido aos fortes ventos que sopram constantemente sobre o arquipélago, associado à presença de solos pobres e rasos, as Malvinas não têm árvores nativas. Existe somente uma vegetação resistente ao vento predominantemente composta por uma variedade de subarbustos.
Praticamente toda a área das ilhas é usada como pasto para ovelhas. Entre as espécies introduzidas estão renas, lebres, coelhos, raposas-cinzentas-argentinas, porcos, cavalos, ratos-marrons e gatos. O impacto prejudicial que várias destas espécies têm causado a flora e fauna nativas levou as autoridades a tentar conter, eliminar ou exterminar espécies invasoras, como raposas, coelhos e ratos. Os animais terrestres endêmicos foram os mais afetados pelas espécies introduzidas. A extensão do impacto humano sobre as Malvinas não é clara, uma vez que há poucos dados de longo prazo sobre a mudança do habitat.

## Demografia

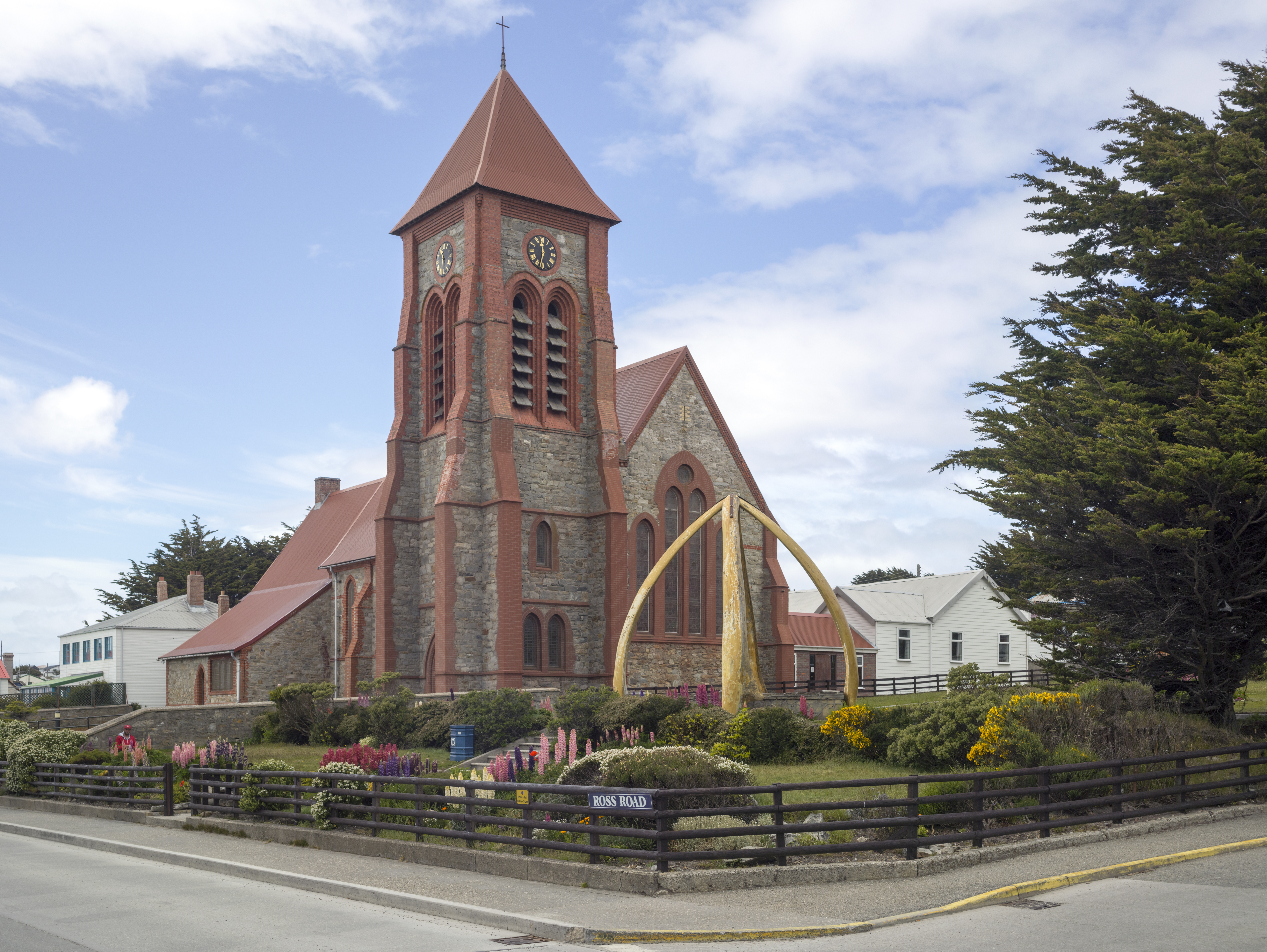
Catedral de Stanley, o maior povoado do território.

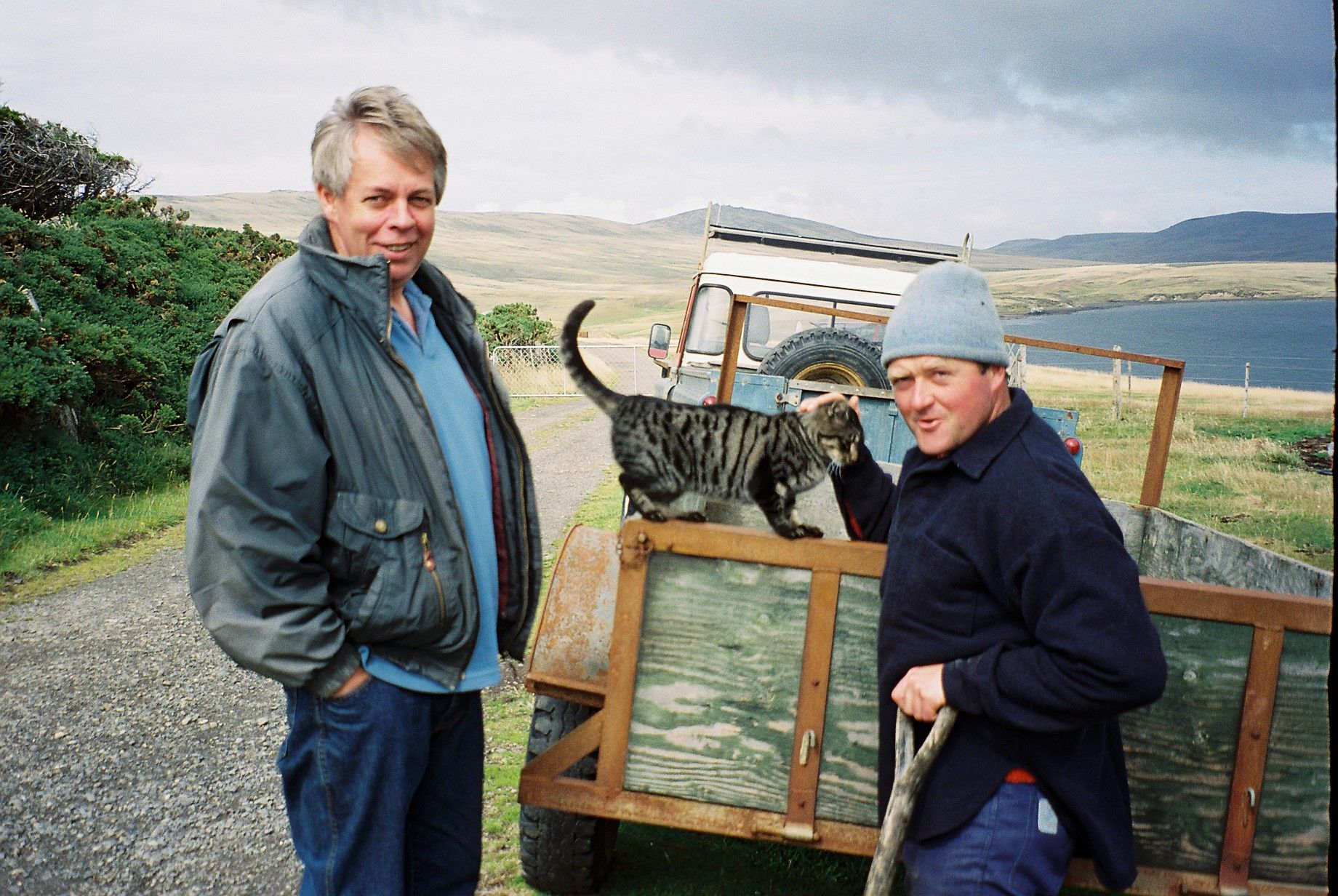
Os moradores locais são predominantemente de ascendência galesa e escocesa.

As Ilhas Malvinas são uma sociedade homogênea, visto que a maioria dos habitantes descendem de imigrantes escoceses e galeses que se instalaram no território em 1833. O censo de 2006 listou alguns moradores malvinenses como descendentes de franceses, gibraltinos e escandinavos. Esse censo indicou que um terço dos moradores nasceram no arquipélago, sendo que residentes estrangeiros foram assimilados pela cultura local. Uma lei aprovada pelo Parlamento do Reino Unido em 1983 deu cidadania britânica para os moradores das ilhas.
Um declínio populacional significativo afetou o arquipélago no século XX, quando muitos dos jovens habitantes partiram das ilhas em busca de um estilo de vida moderno e melhores oportunidades de trabalho. Nos últimos anos, o declínio da população da ilha se estabilizou graças a imigrantes provenientes do Reino Unido, de Santa Helena e do Chile. No censo de 2012, a maioria dos moradores classificaram a sua nacionalidade como malvinense (59%), seguido de britânica (29%), santa helena (9,8%) e chilena (5,4%). Um pequeno número de argentinos também vivem nas ilhas.
As Ilhas Malvinas têm uma baixa densidade populacional. De acordo com o censo de 2012, a população das Malvinas chegava a 2 932 pessoas, excluindo os militares que servem no arquipélago e os seus dependentes. Um relatório de 2012 estimava um total de 1 300 militares e 50 funcionários públicos britânicos do Ministério da Defesa presentes nas Malvinas. Stanley (com 2 121 habitantes) é o local mais populoso do arquipélago, seguido de Mount Pleasant (com 369 residentes) e Camp (351 residentes). A distribuição etária das ilhas é enviesada pela idade de trabalho (20–60 anos). Os homens são mais numerosos que as mulheres (53–47%) e esta discrepância é mais proeminente no grupo de 20–60 anos de idade. No censo de 2006 a maioria dos habitantes da ilha se identificaram como cristãos (67,2%), seguido por aqueles que se recusaram a responder ou que não tinha nenhuma filiação religiosa (31,5%). O 1,3% restante (39 pessoas) eram adeptos de outras religiões.
A educação nas Ilhas Malvinas, que segue o modelo do sistema educacional do Reino Unido, é gratuita e obrigatória para os residentes com idade entre 5 e 16 anos. A educação primária está disponível em Stanley, na base Mount Pleasant (para crianças de funcionários) e em vários assentamentos rurais. O ensino secundário está disponível apenas em Stanley. Os alunos a partir de 16 anos de idade podem estudar em colégios no Reino Unido. O governo das Ilhas Malvinas paga para que alunos mais velhos frequentem instituições de ensino superior, geralmente nas Ilhas Britânicas.

## Governo e política

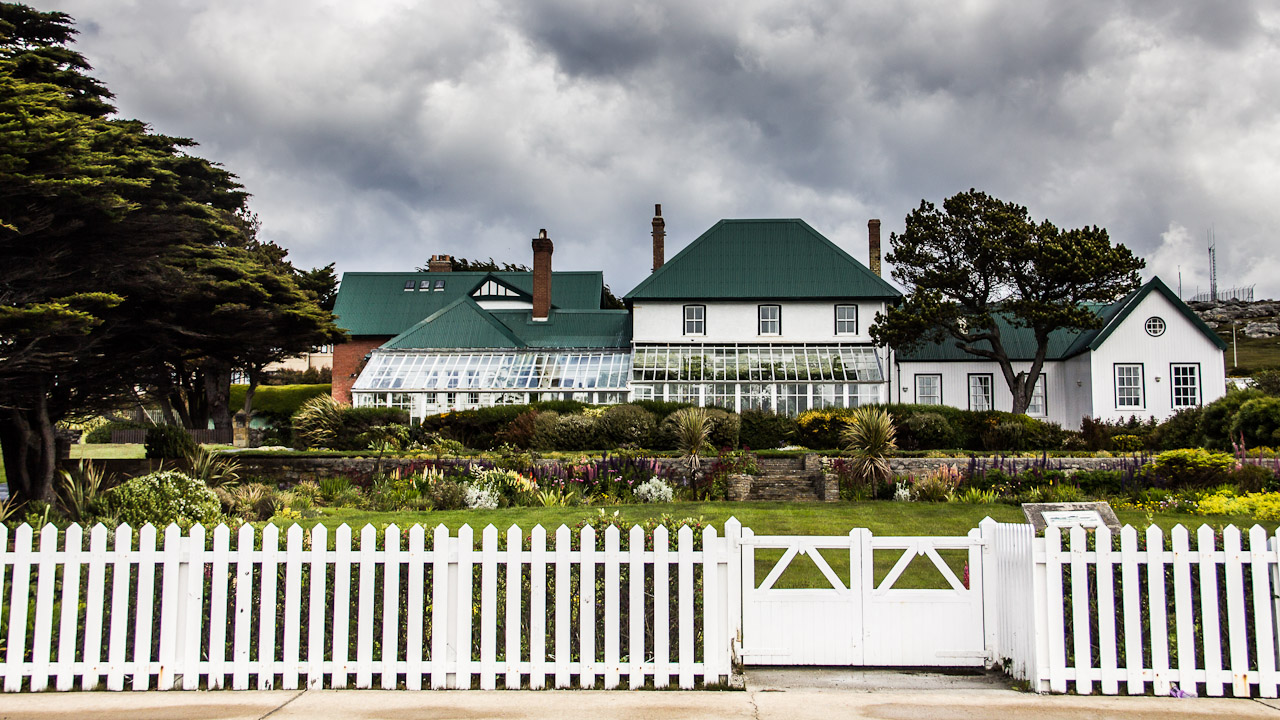
A Casa de Governo, em Stanley, é a residência oficial do governador

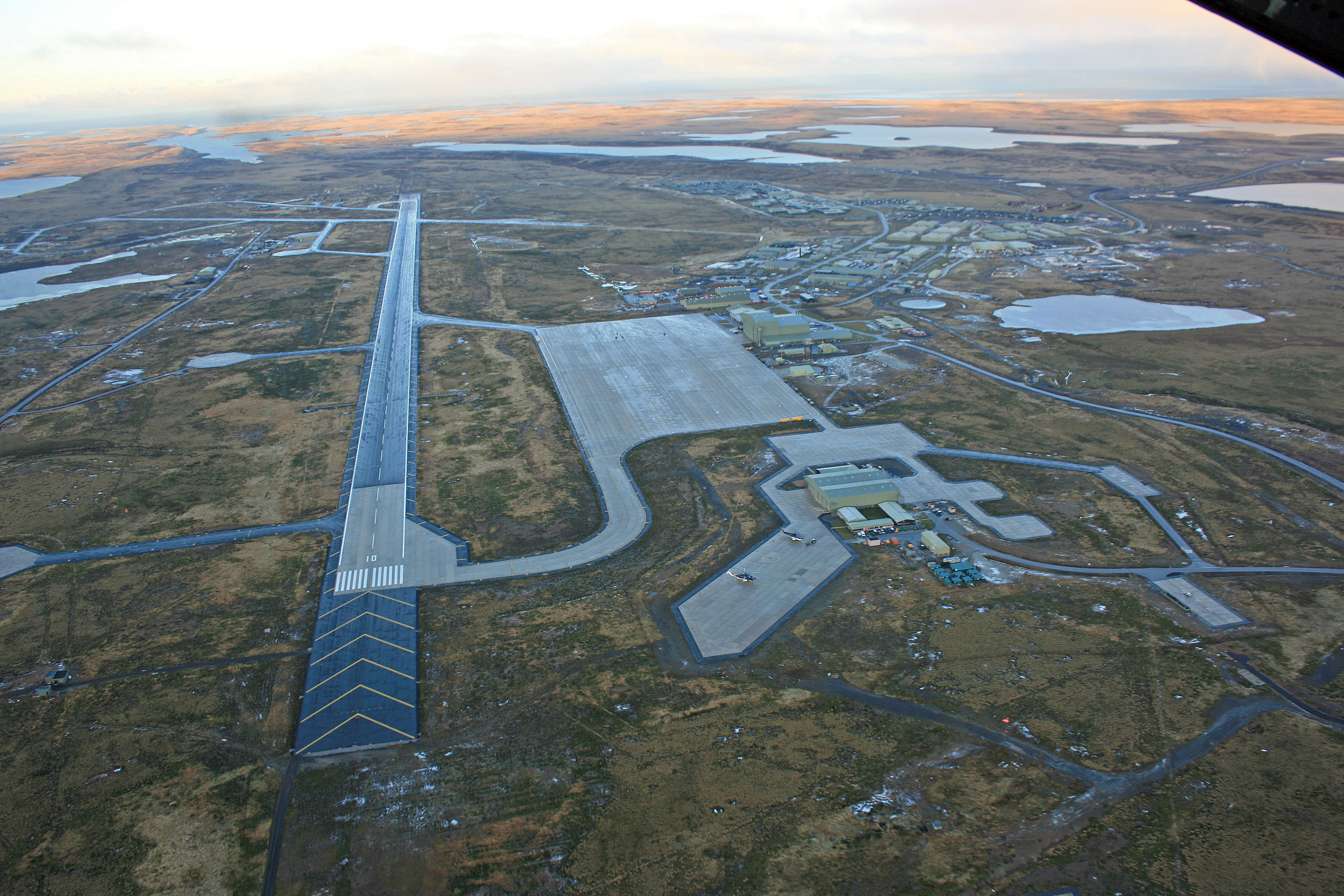
Base aérea Mount Pleasant, da Força Aérea Real do Reino Unido

As Ilhas Malvinas compõem um território britânico ultramarino com governo próprio. Nos termos da Constituição de 2009, as ilhas têm autonomia interna completa; o Reino Unido é responsável pelas relações internacionais, mantendo o poder "para proteger os interesses do Reino Unido e para assegurar a boa governança global do território". O Monarca do Reino Unido é o chefe de Estado e o poder executivo é exercido em nome do monarca pelo governador, que por sua vez nomeia o chefe executivo das ilhas no conselho de membros da Assembleia Legislativa das Ilhas Malvinas. Tanto o governador quanto o chefe executivo servem como chefe de governo. A governadora Alison Blake foi nomeada em junho de 2022; o chefe executivo, Andy Keeling, foi nomeado em 2021. O ministro britânico responsável pelas Ilhas Malvinas desde 2012, Hugo Swire, administra a política externa britânica sobre o arquipélago.
O governador atua no Conselho Executivo das ilhas, composto pelo chefe do executivo, o diretor financeiro e três membros eleitos da Assembleia Legislativa (com o Governador como presidente). A Assembleia Legislativa, uma legislatura unicameral, consiste do chefe executivo, do diretor de finanças e de oito membros (cinco de Stanley e três de Camp) eleitos para mandatos de quatro anos por sufrágio universal. Todos os políticos nas Ilhas Malvinas são independentes; não há partidos políticos no arquipélago. Desde a eleição geral de 2013, os membros da Assembleia Legislativa recebem um salário e trabalham em tempo integral, além de serem obrigados a desistir de todos os postos de trabalho que exerciam anteriormente.
Devido à sua ligação com o Reino Unido, as Malvinas são parte dos países e territórios ultramarinos da União Europeia. O sistema jurídico das ilhas, supervisionado pelo Ministério dos Negócios Estrangeiros e Commonwealth, é amplamente baseado no direito inglês e a constituição conecta o território aos princípios da Convenção Europeia dos Direitos Humanos. Os moradores também têm o direito de recorrer ao Tribunal Europeu dos Direitos Humanos e ao Conselho Privado do Reino Unido. A aplicação da lei é de responsabilidade do Royal Falkland Islands Police (RFIP) e a defesa militar das ilhas é fornecida pelo Reino Unido. Uma guarnição militar britânica está estacionada nas ilhas e o governo das Malvinas financia uma companhia de infantaria ligeira adicional de responsabilidade das Forças de Defesa das Ilhas Malvinas. As águas territoriais das ilhas estendem-se por 370 km a partir de suas costas, com base na Convenção das Nações Unidas sobre o Direito do Mar; esta fronteira coincide com a fronteira marítima da Argentina.

### Disputa da soberania

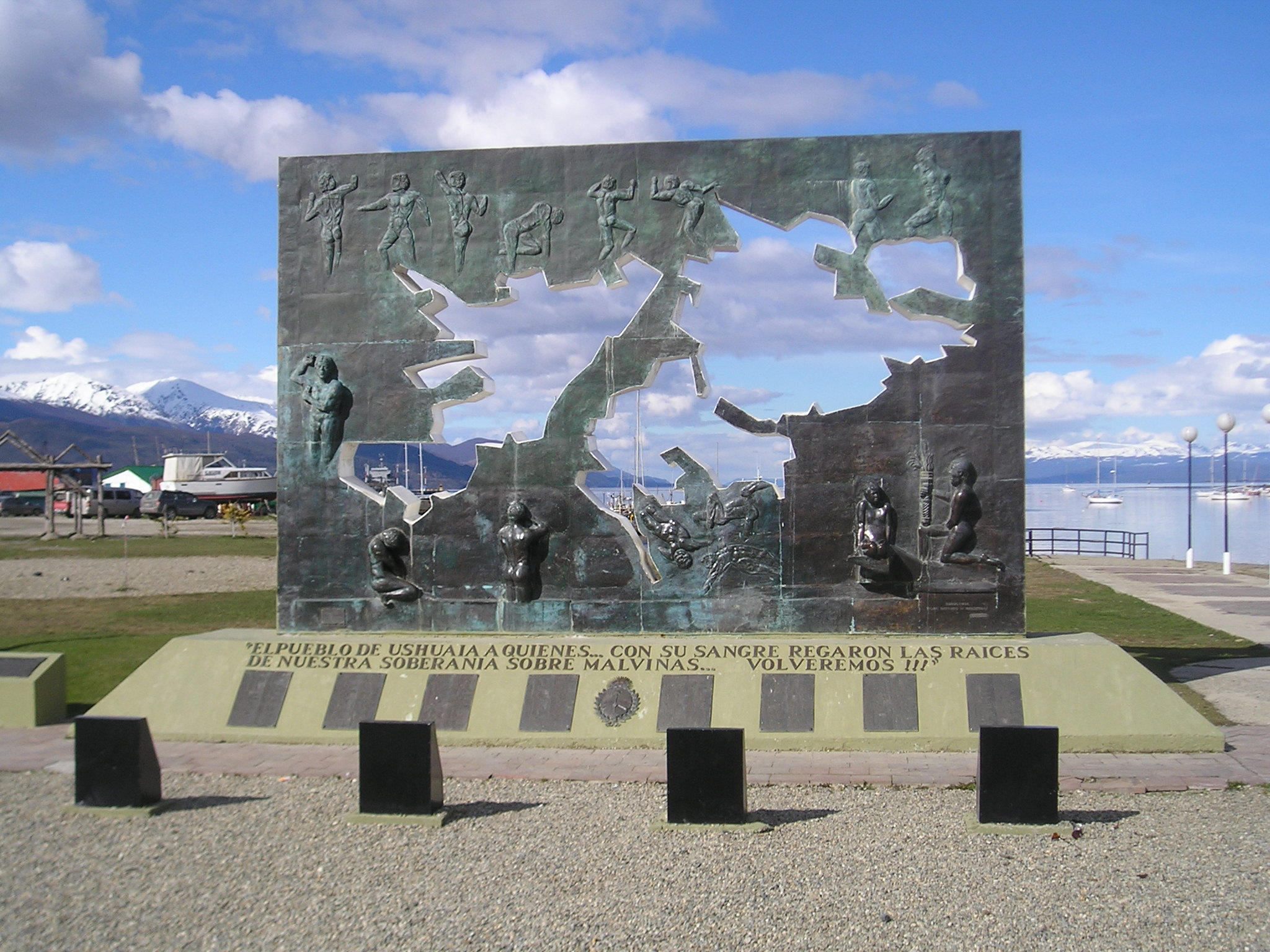
Monumento aos mortos na Guerra das Malvinas, em Ushuaia, Terra do Fogo, Argentina. A inscrição diz: "O povo de Ushuaia a quem… com o seu sangue regou as raízes da nossa soberania sobre as Malvinas. Voltaremos!!!"

Tanto a Argentina quanto o Reino Unido reivindicam a soberania sobre o arquipélago. A posição dos britânicos é a de que os malvinenses não indicaram um desejo de mudança e que não há problemas pendentes para resolver sobre as ilhas. O Reino Unido baseia a sua posição na administração contínua que faz das ilhas desde 1833 (exceto em 1982, durante a Guerra das Malvinas) e no "direito à autodeterminação, tal como estabelecido na Carta das Nações Unidas", dos ilhéus.
A Argentina sustenta que os malvinenses não têm direito à autodeterminação, alegando que, em 1833, o Reino Unido expulsou as autoridades e os colonos argentinos das Malvinas com uma ameaça de uso de "força maior" e, depois, os argentinos foram impedidos de voltar para as ilhas. O governo argentino postula que adquiriu as Malvinas da Espanha quando alcançou a independência em 1816 e que o Reino Unido ocupou ilegalmente o território em 1833.
Em 2009, o então primeiro-ministro britânico, Gordon Brown, teve uma reunião com a presidente argentina, Cristina Fernández de Kirchner, e disse que não haveria mais negociações sobre a soberania das Malvinas. Em março de 2013, as Ilhas Malvinas realizaram um referendo sobre seu estatuto político e 99,8 por cento dos eleitores apoiaram a manutenção do domínio britânico. A Argentina não reconhece as Ilhas Malvinas como um parceiro nas negociações; por conseguinte, rejeitou o referendo sobre a soberania do arquipélago.

## Economia

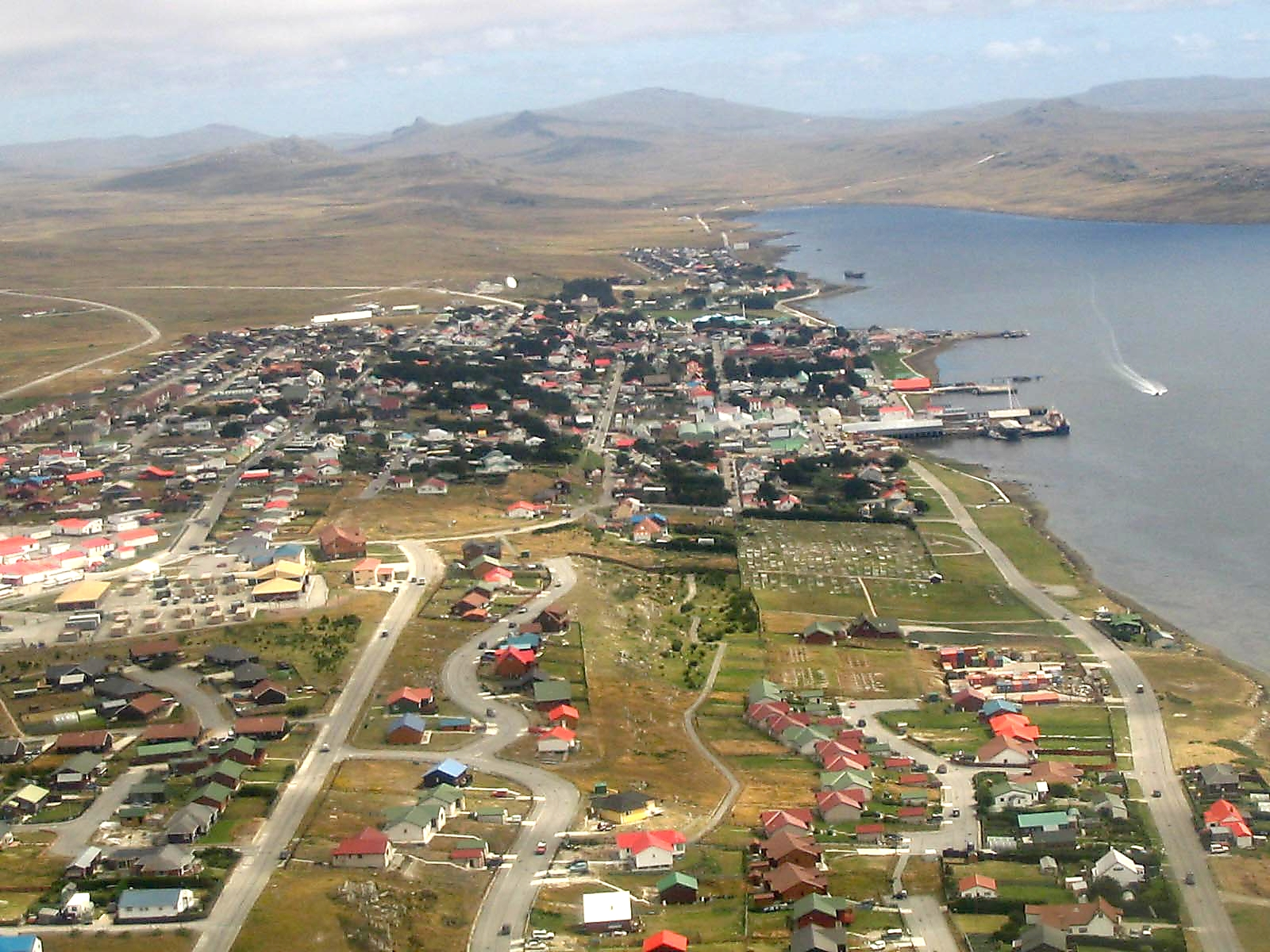
Stanley é o centro financeiro da economia das Ilhas Malvinas.

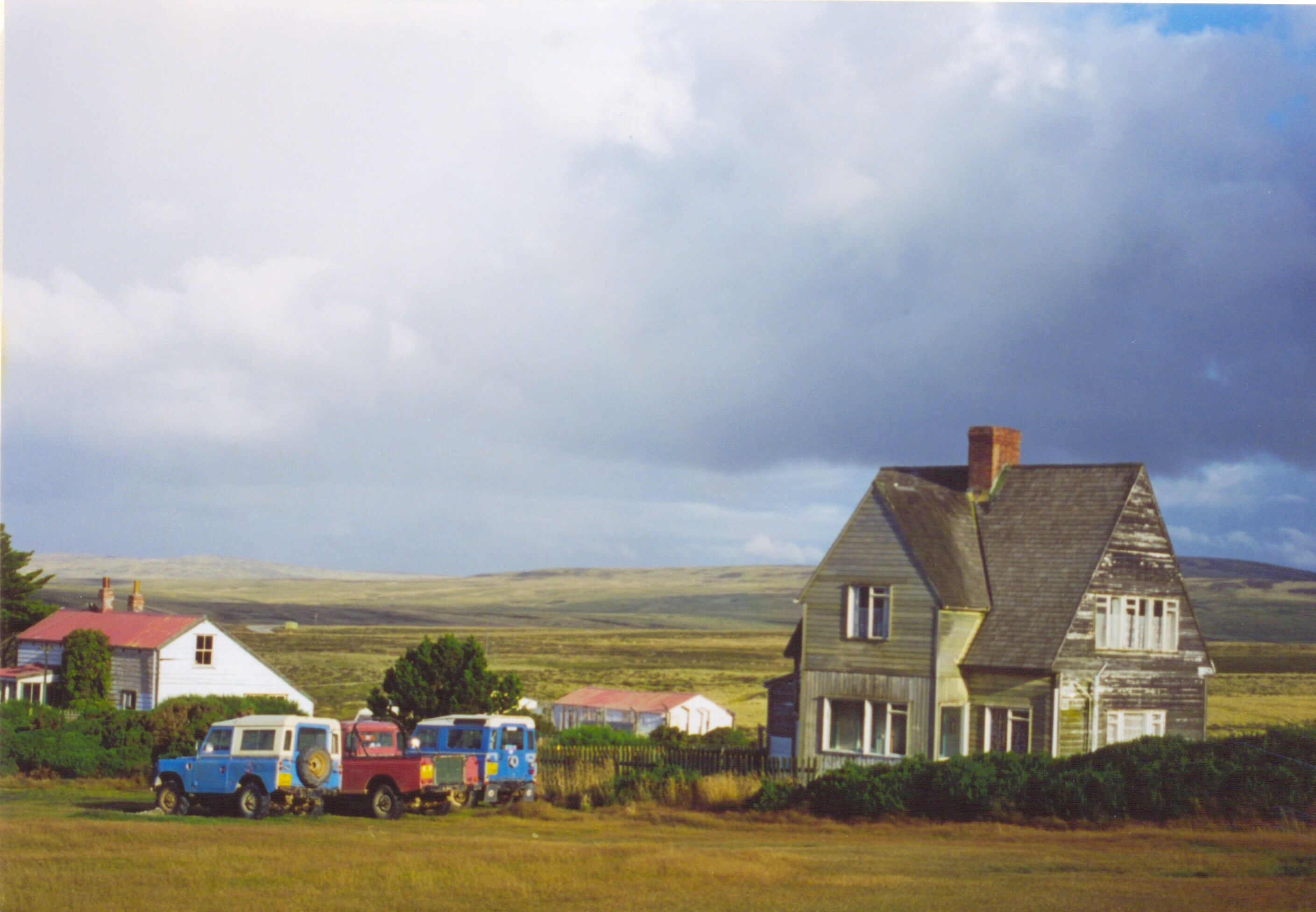
Fazenda na área rural das Malvinas

A economia das Malvinas é classificada como a 222ª maior do mundo por PIB (PPC), mas o arquipélago ocupa a 10ª posição por PIB (PPC) per capita. A taxa de desemprego foi de 4,1% em 2010 e a inflação foi calculada em 1,2% em 2003. Com base em dados de 2010, as ilhas têm um Índice de Desenvolvimento Humano (IDH) muito elevado (0,874), e um coeficiente de Gini moderado para a desigualdade de renda, de 34,17. A moeda local é a libra das Malvinas, que está indexada à libra esterlina britânica.
O desenvolvimento econômico foi impulsionado pelo reabastecimento de navios e pela criação de ovinos para a produção de lã de alta qualidade. Na década de 1980, apesar de fibras sintéticas atrapalharem o setor de criação de ovinos, o governo estabeleceu uma importante fonte de receita com o estabelecimento de um zona econômica exclusiva e com a venda de licenças de pesca para "qualquer pessoa que pretenda pescar dentro desta zona". Desde o fim da Guerra das Malvinas, em 1982, a atividade econômica das ilhas tem sido cada vez mais focada na exploração de campos de petróleo em seu mar territorial e no turismo.
A cidade portuária de Stanley recuperou o foco econômico das ilhas, com um aumento da população, com trabalhadores migrantes de Camp. O medo da dependência de licenças de pesca e ameaças, como sobrepesca, pesca ilegal e flutuações de preços no mercado de peixes, têm aumentado o interesse na exploração de petróleo como uma fonte alternativa de receita; os esforços de exploração ainda procuram "reservas exploráveis". Os projetos de desenvolvimento em educação e esportes foram financiados pelo governo das Malvinas, sem a ajuda do Reino Unido.
O setor primário da economia responde pela maior parte do produto interno bruto das ilhas, sendo que a indústria de pesca sozinha contribui com 50–60% do PIB anual do arquipélago; a agricultura também contribui significativamente para o PIB e emprega cerca de um décimo da população. Um pouco mais de um quarto da força de trabalho trabalha para o governo local, que é o maior empregador das Malvinas. O turismo, parte do setor de serviços, tem sido estimulado pelo aumento do interesse na exploração da Antártica e pela criação de ligações aéreas diretas com Reino Unido e América do Sul. Os turistas, em sua maioria em navios de cruzeiro, são atraídos pela vida selvagem e pelo meio ambiente das ilhas, bem como por atividades como a pesca e o mergulho em naufrágios; a maioria se hospeda em alojamentos em Stanley. As principais exportações das ilhas incluem lã, peles, carne de veados, peixes e lulas; suas principais importações são combustíveis, materiais de construção e vestuário.

## Cultura

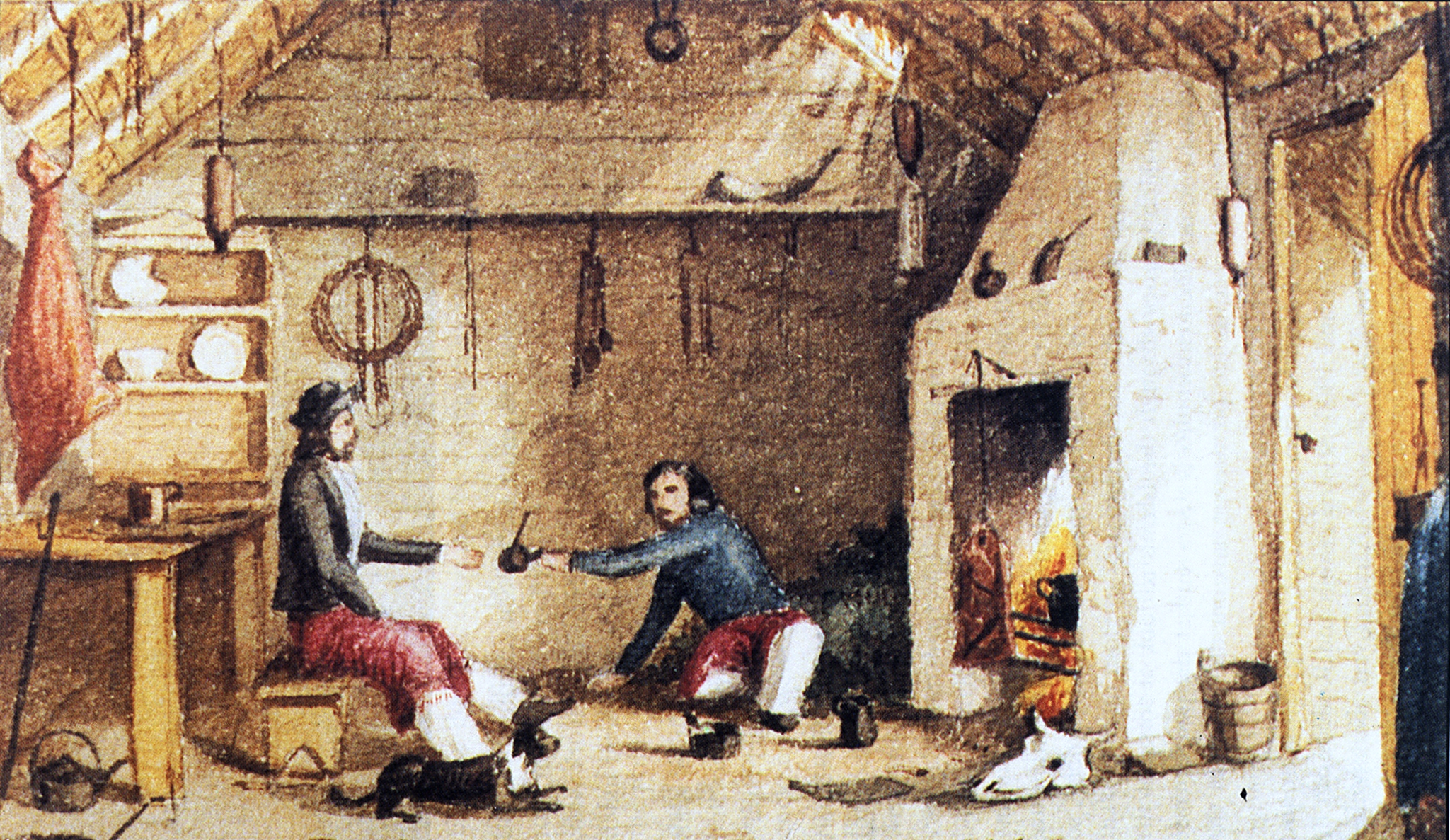
Gaúchos do continente da América do Sul, como estes dois homens em Hope Place, Malvina Oriental, influenciaram o dialeto local

A cultura das Malvinas é "baseada na cultura britânica que foi trazida com os colonos das Ilhas Britânicas", embora também tenha sido influenciada pelas culturas da América do Sul Hispânica. Alguns termos e nomes de lugares utilizados pelos antigos habitantes gaúchos das ilhas ainda são aplicados na fala local. A língua predominante e oficial das Malvinas é o inglês, sendo que o dialeto local é o inglês britânico; no entanto, os habitantes também falam espanhol e outros idiomas. De acordo com o naturalista Will Wagstaff, "as Ilhas Malvinas são um lugar muito social e parar para um bate-papo é um modo de vida".
O arquipélago tem dois jornais semanais: Teaberry Express e The Penguin News, e transmissões de rádio e televisão em geral apresentam a programação do Reino Unido. Wagstaff descreve a culinária local como "muito britânica e com muita utilização da verduras, cordeiro, carne de carneiro, carne e peixes". Comum entre as refeições são "bolos caseiros e biscoitos com chá ou café". As atividades sociais são, de acordo com Wagstaff, "típicas de uma pequena cidade britânica, com uma variedade de clubes e organizações que cobrem muitos dos aspectos da vida comunitária".